# Eduard von Knorr
Ernst Hugo Eduard Wilhelm Heinrich von Knorr (Saarlouis, 1840. március 8. – Berlin, 1920. február 17.) német tengernagy.

## Életpályája
Mint hadapród 1854-ben lépett a porosz tengerészet szolgálatába és kiváló tehetségénél fogva fokozatos előléptetése gyorsan következett. Szolgálatának ideje alatt csaknem az egész világot beutazta és három éven át tartózkodott a kínai vizeken.
Mint fiatal tiszt részt vett a marokkói tengeri rablók ellen vívott ütközetben és 1870-ben mint sorhajóhadnagy és a Meteor ágyúnaszád parancsnoka. Havanna kikötőjében Bouvet francia hadi aviso-gőzössel találkozva, ezen két hajó parancsnoka egymást a nyílt tengeren mintegy hajópárbajra hívta ki. Knorr hajója a francia gőzössel megállapodás szerint nyílt tengeren meg is ütközött és nagyobb és erősebb ellenfelével szemben dicsően tartotta magát, mely tény azért nevezetes, mert az 1870-es német-francia háborúban e két állam haditengerészete csak ez alkalommal mérkőzött meg egymással.
Mint törzstiszt a vízrajzi hivatalnak volt a főnöke és több nagyobb hajónak parancsnoka, továbbá a wilhelmshaveni hajógyár igazgatója. 1884-ben mint ellentengernagy és a nyugat-afrikai német hajórajnak parancsnoka a Kamerunban kiütött lázadást fojtotta el. 1889-ben altengernagynak nevezték ki, s mint ilyen a Keleti-öböl német hajóállomásainak főnöke volt. 1895. május 14-én vezénylő tengernagy és e rangban szerepelt a kieli ünnepélyeken a császár oldalán.